# 鳞苞乳菀
鳞苞乳菀（学名：Aster hauptii）是菊科紫菀属的植物。分布于俄罗斯、蒙古以及中国大陆的新疆等地，生长于海拔1,400米至1,800米的地区，多生在山坡、草地或沟边，目前尚未由人工引种栽培。